# Tocopilla
Tocopilla é uma comuna e capital da província de Tocopilla, localizada na Região de Antofagasta, Chile. Possui uma área de 4.038,8 km² e uma população de 23.986 habitantes (2002).
Este é o local onde nasceu Alexis Sánchez, jogador do Manchester United, e o cineasta, roteirista de quadrinhos, escritor e famoso tarologo, Alejandro Jodorowsky.